# Emeli Sandé
Adele Emeli Sandé (n. 10 martie 1987, Sunderland, Anglia, Regatul Unit), cunosctă ca Emeli Sandé, este o cântăreață și compozitoare britanică. Ascensiunea ei profesională a început în anul 2009, atunci când a lansat alături de rapper-ul Chipmunk, melodia „Diamond Rings”. A fost prima dată când intra în top 10 al UK Singles Chart. Anul următor, urma să aducă o nouă colaborare pentru Emeli, de această dată cu rapper-ul Wiley, reprezentând un nou succes pentru cariera ei. În urma acestor melodii, Simon Cowell o numea „compozitoarea lui preferată de la acea vreme”.
Emeli Sande a compus pentru un număr considerabil de artiști, precum Cher Lloyd, Parade, Susan Boyle, Gabrielle, Preeya Kalidas, Leona Lewis, Alesha Dixon, Cheryl Cole, Tinie Tempah sau Mutya Keisha Siobhan. În anul 2010, ea a semnat un contract cu EMI Music Publishing, pentru a beneficia financiar de pe urma melodiilor pe care le compunea, urmând ca mai târziu să semneze și cu casa de discuri Virgin Records. Primul ei single s-a numit „Heaven” și a fost lansat în august 2011.
A reușit să ajungă pe prima poziție în topurile din Regatul Unit și Irlanda, în urma colaborării cu Professor Green, cu melodia „Read All About It”, dar și cu melodia de pe albumul ei, „Next to Me”.
Albumul ei, „Our Version of Events”, a devenit numărul unu în Regatul Unit, la scurt timp după ce acesta fusese lansat, în februarie 2012. Tot în acest an, ea a cântat la ceremoniile de deschidere și închidere ale Jocurilor Olimpice de la Londra.

## Biografie

### Copilăria și primele activități muzicale (1987 — 2009)
Emeli Sandé s-a născut la 10 martie 1987, tatăl ei fiind zambian, iar mama britanică. A fost crescută în Alford, Aberdeenshire, Scoția. A studiat medicina la Universitatea din Glasgow, dar a abandonat în anul al patrulea. A declarat că educația a fost unul dintre cele mai importante lucruri pentru ea, precizând că dacă ar da greș în cariera muzicală, s-ar întoarce la școală din nou.
Emeli a declarat că managerul ei, Adrian Skyes, o așteaptă de când avea 16 ani. „Adrian a respectat decizia mea de a pune educația înaintea celorlalte. De asemenea, el știe că părinții mei își doresc să termin facultatea”.
Când avea 11 ani, a compus primul ei cântec pentru un spectacol al școlii. Emeli își amintește că „atunci a fost prima dată când s-a gândit că ar putea să devină compozitoare”. Primul cântec pe care l-a compus s-a numit „Tomorrow Starts Again”.
La vârsta de 15 ani, a fost invitată la Choice FM, la Londra, pentru a participa la un concurs numit „Rapology”.
Artista a studiat la același liceu la care fusese profesor și tatăl său. Emeli a declarat că ura să fie bolnavă și să lipsească vreo zi de la școală, deoarece își dorea foarte mult să învețe. Tot ea a spus că „era timidă, conștiincioasă și avea un comportament exemplar”. De-a lungul liceului, toată lumea o știa drept fata domnului Sandé, așa că nimeni nu o supăra, deoarece tatăl ei, un om destul de strict și respectat, ar fi venit imediat să-și apere fiica.

### Cariera
O înregistrare cu Emeli cântând la pian una dintre melodiile ei preferate, „Nasty Little Lady” a fost trimisă la BBC Urban Music de către sora acesteia. Concursul a fost câștigat și i s-a propus un contract, însă cei care s-au ocupat de ea pe parcursul competiției au refuzat oferta. Părinții ei au trimis la BBC Radio 1Xtra un CD cu cântecele ei. Ras Kwame l-a difuzat în emisiunea lui, iar în urma acestui eveniment, Emeli a fost invitată alături de alți artiști să cânte la Soho. Acolo s-a întâlnit cu producătorul muzical Shahdid Khan, cunoscut ca Naughty Boy, iar împreună au început să compună pentru artiști ca Alesha Dixon, Chipmunk, Professor Green, Devlin, Preeya Kalidas, Cheryl Cole sau Tinie Tempah.
La scurt timp, artista a semnat cu Virgin Records și EMI Records, la începutul anului 2011. Într-un interviu, ea a declarat: „Eram la un spectacol în Londra și l-am întâlnit pe acest tip numit Naughty Boy. Ne-am dus la studio și am început să lucrăm. Am început să compunem nu neapărat pentru mine, ci am zis doar să facem o melodie pop. Așa am ajuns să facem un cântec ce a fost trimis către Chipmunk, care i-a plăcut foarte mult.”
Emeli și-a făcut debutul în cariera muzicală pe albumul lui Chipmunk, cu melodia „Diamond Rings”. Melodia s-a clasat pe locul al șaselea în UK Single Charts, devenit și prima lor melodie care intră în Top 10 Hit. La mică distanță după succesul acesta, a urma o colaborare cu Wiley, la melodia „Never Be Your Woman”, ocazie cu care a urcat pe locul al optulea în UK Singles Charts, devenind al doilea single ce urcă în Top 10 Single.
Din cauza succesului pe care cântăreața britanică Adele îl avea în acea perioadă, Sandé a decis să-și schimbe numele din scenă din Adele Sandé, în Emeli Sandé.

## Compoziție
În timp ce lucra la albumul ei de debut, Emeli a început să lucreze și cu Tinie Tempah. Împreună au creat melodia „Let Go”. De asemenea, a început colaborarea și cu Devlin, pentru melodia „Dreamer”. La scurt timp, a dezvăluit că lucrează și la noul album al Aleshei Dixon, intitulat The Entertainer.
Influențele sale muzicale provin de la artiști precum Nina Simone, Joni Mitchell sau Lauryn Hill. Emeli a declarat că melodiile ei sunt despre pacea în lume și problemele politice. Cântăreața a mai spus că pentru a face o melodie de succes, trebuie să te folosești de onestitate și emoția în stare pură. Tot ea a spus că nu lucrează la o melodie mai mult de o zi, deoarece nu mai are încredere în succesul acesteia; o melodie bună se creează instant.

### Era „Our Version of Events” și succesul internațional (2011- prezent)
Emeli Sandé a dezvălui că primul ei single solo o să fie lansat la începutul anului 2011. Au existat multe speculații referitor la melodia aleasă, ziarele spunând că o să fie vorba despre „Daddy”. Primul ei single oficial a fost „Heaven”, lansat la 14 august 2011.  Cântecul a primit critici pozitive din partea criticilor de la blogul This Must Be Pop și Robot Pigeon. După  acest succes, artista a declarat că următorul single este „Daddy”. Primul ei single din UK Single Chart care s-a clasat pe primul loc, a fost „Read All About It”. La 15 decembrie 2011, a câștigat premiul Critic’s Choice, din cadrul galei Brit Awards 2012.
Albumul ei de debut, „Our Version of Events” a reușit să ajungă pe primul loc în topuri, având melodii melancolice, retro-futuriste și soul-pop.
La data de 27 iulie 2012, Emeli a cântat „Abide With Me” la ceremonia de deschidere a Jocurilor Olimpice de vară 2012, de la Londra. De asemenea, artista a fost prezentă și la ceremonia de închidere a aceleiași competiții, cântând „Read All About It”. Tot cu ocazia acestei gale, am putut-o asculta pe Emeli Sandé interpretând „Imagine” din repertoriul lui John Lennon, pe fundalul unui montaj cu scene emoționante de pe parcursul Jocurilor.
Ea este câștigătoarea premiului European Border Breakers Awards 2013, care se dă pentru cei mai buni noi artiști din Europa. Premiul se decernează la festivalul muzical Eurosonic Noorderslag, din Groningen, Olanda.

### Viața personală
În ianuarie 2012, Emeli Sandé a confirmat faptul că este logodită cu prietenul ei cu care se află într-o relație de lungă durată. Acesta nu a dorit să-și dezvăluie identitatea presei, însă artista a declarat că nu este din lumea muzicii, ci este un om de știință. Până la urmă, la data de 15 septembrie 2012, identitatea acestuia a fost devoalată, el fiind Adam Gouraguine, un biolog marin. Cei doi s-au căsătorit în țara lui natală, Muntenegru. Cântăreața a spus că îi va purta numele, astfel, urmând să fie cunoscută publicului larg ca Emeli Sande Gouraguine, deși nu se știe exact când va trece la acest nume de scenă.

## Discografie
- Our Version of Events (2012)

## Turnee
Headlining
- Our Version of Events Tour (2011–2013)

Supporting
- Mylo Xyloto Tour (2011–2012)

## Clipuri video
| Piesa                    | An   | Artist                                  | Regizor          | Ref.   |
| ------------------------ | ---- | --------------------------------------- | ---------------- | ------ |
| "Never Be Your Woman"    | 2010 | Wiley (featuring Emeli Sandé)           | N/A              | N/A    |
| "Kill the Boy"           | 2011 | Emeli Sandé                             | GUST             | [ 27 ] |
| "Heaven"                 | 2011 | Emeli Sandé                             | Jake Nava        | [ 28 ] |
| "Read All About It"      | 2011 | Professor Green (featuring Emeli Sandé) | Henry Scholfield | [ 29 ] |
| "Daddy"                  | 2011 | Emeli Sandé                             | AG Rojas         | [ 30 ] |
| "Next To Me"             | 2012 | Emeli Sandé                             | Chris Mehling    | [ 31 ] |
| "My Kind of Love"        | 2012 | Emeli Sandé                             | Chris Mehling    | N/A    |
| "Imagine"                | 2012 | Emeli Sandé                             | Chris Mehling    | N/A    |
| "Wonder"                 | 2012 | Naughty Boy (featuring Emeli Sandé)     | Chris Mehling    | N/A    |
| "Beneath Your Beautiful" | 2012 | Labrinth (featuring Emeli Sandé)        | TBA              | N/A    |
| "Clown"                  | 2012 | Emeli Sandé                             | Chris Mehling    | N/A    |